# Revolución de Xinhai
La Revolución de Xinhai o Revolución de Hsinhai (chino: 辛亥革命, pinyin: Xīnhài Gémìng), también conocida como Revolución china de 1911, fue una revolución que derrocó a la última dinastía imperial de China (la dinastía Qing) y estableció la República de China. La revolución se llamó Xinhai (Hsin-hai) porque ocurrió en 1911, el año de la rama madre de Xinhai (en chino, 辛亥, "cerdo de metal") en el ciclo sexagesimal del calendario chino.
La revolución consistió en muchas revueltas y alzamientos. El punto de inflexión fue el levantamiento de Wuchang el 10 de octubre de 1911, que fue el resultado del mal manejo del Movimiento de Protección Ferroviaria. La revolución terminó con la abdicación del último emperador de seis años, Puyi, el 12 de febrero de 1912, que marcó el fin de los 2000 años de gobierno imperial y el comienzo de la era republicana de China.
La revolución surgió principalmente en respuesta al declive del estado Qing, que había demostrado ser ineficaz en sus esfuerzos por modernizar a China y enfrentar la agresión extranjera. Muchos grupos clandestinos anti-Qing, con el apoyo de los revolucionarios chinos en el exilio, intentaron derrocar a los Qing. La breve guerra civil que siguió se terminó a través de un compromiso político entre Yuan Shikai, el hombre fuerte militar de Qing, y Sun Yat-sen, el líder de Tongmenghui (Liga Unida). Después de que la corte Qing transfirió el poder a la república recién fundada, se creó un gobierno de coalición provisional junto con la Asamblea Nacional. Sin embargo, el poder político del nuevo gobierno nacional en Beijing pronto fue monopolizado por Yuan y llevó a décadas de división política y caudillismo (la conocida como «Era de los señores de la guerra»), incluidos varios intentos de restauración imperial.
La República de China en Taiwán y la República Popular de China en China continental se consideran sucesores legítimos de la Revolución Xinhai y honran los ideales de la revolución, incluidos el nacionalismo, el republicanismo, la modernización de China y la unidad nacional. El 10 de octubre se conmemora en Taiwán como «Día de los Diez Diez», el día nacional de la República de China. En China continental, Hong Kong y Macao, el día se celebra como el Aniversario de la Revolución de Xinhai.

## Contexto histórico
Después de sufrir su primera derrota ante Occidente en la primera guerra del Opio en 1842, la corte imperial Qing luchó por contener las intrusiones extranjeras en China. Los esfuerzos para ajustar y reformar los métodos tradicionales de gobierno se vieron limitados por una cultura de corte profundamente conservadora que no quiso otorgar demasiada autoridad para reformar. Después de la derrota en la segunda guerra del Opio en 1860, los Qing intentaron modernizarse adoptando ciertas tecnologías occidentales a través del Movimiento de autofortalecimiento de 1861. En las guerras de Taiping (1851–64), Nian (1851–68), los musulmanes de Yunnan (1856–68) y del noroeste (1862–77), las tropas imperiales tradicionales demostraron ser incompetentes y la corte llegó a confiar en los ejércitos locales. En 1895, China sufrió otra derrota durante la primera guerra sino-japonesa. Esto demostró que la sociedad feudal china tradicional también debía modernizarse para que los avances tecnológicos y comerciales tuvieran éxito.
En 1898, el emperador Guangxu fue guiado por reformadores como Kang Youwei y Liang Qichao para una reforma drástica en la educación, el ejército y la economía bajo la Reforma de los Cien Días. La reforma fue cancelada abruptamente por un golpe conservador liderado por la emperatriz viuda Cixi. El emperador Guangxu, que siempre había sido un títere dependiente de Cixi, fue puesto bajo arresto domiciliario en junio de 1898. Los reformistas Kang y Liang serían exiliados. Mientras estaban en Canadá, en junio de 1899, intentaron formar la Sociedad de Protección del Emperador en un intento por restaurar al emperador. La emperatriz viuda Cixi controló principalmente la dinastía Qing a partir de este momento. El Levantamiento de los bóxers provocó otra invasión extranjera de Beijing en 1900 y la imposición de términos de tratados desiguales, que cortaron territorios, crearon concesiones extraterritoriales y cedieron privilegios comerciales. Bajo presión interna y externa, el tribunal de Qing comenzó a adoptar algunas de las reformas. Los Qing lograron mantener su monopolio sobre el poder político al suprimir, a menudo con gran brutalidad, todas las rebeliones internas. Los disidentes podían operar solo en sociedades secretas y organizaciones clandestinas, en concesiones extranjeras o en el exilio en el extranjero.

## Organización
Hubo muchos revolucionarios y grupos que querían derrocar al gobierno Qing para restablecer el gobierno dirigido por los han. Las primeras organizaciones revolucionarias se fundaron fuera de China, como la Sociedad Literaria Furen de Yeung Ku-wan, creada en Hong Kong en 1890. Hubo 15 miembros, incluido Tse Tsan-tai, que hicieron sátira política como "La situación en el lejano oriente", uno de los primeros manhua chinos, y que luego se convirtió en uno de los fundadores principales del South China Morning Post.

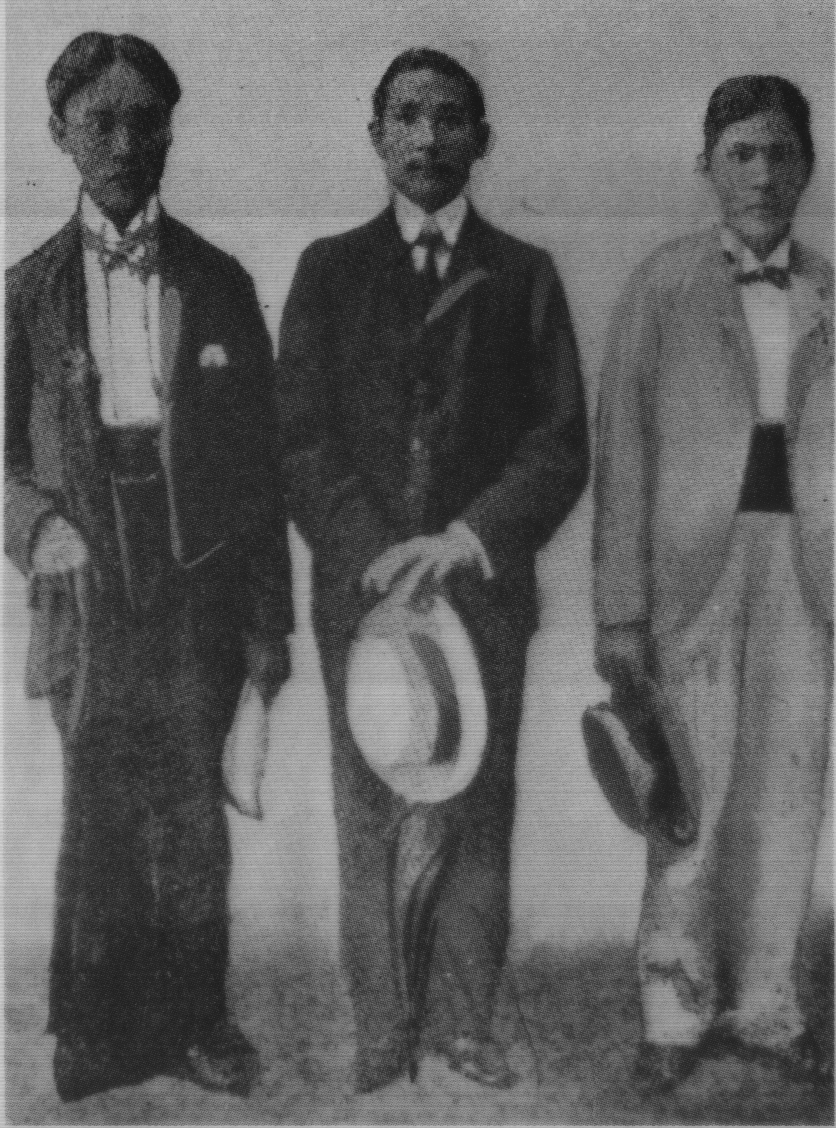
Sun Yat-sen, en el centro, en su exilio en Japón.

La Xingzhonghui de Sun Yat-sen (Sociedad para la Regeneración de China) se estableció en Honolulu en 1894 con el objetivo principal de recaudar fondos para revoluciones. Las dos organizaciones se fusionaron en 1894.

### Grupos pequeños
La Huaxinghui (Sociedad de avivamiento de China) fue fundada en 1904 con notables como Huang Xing, Zhang Shizhao, Chen Tianhua y Song Jiaoren, junto con otros 100. Su lema era "Tomar una provincia por la fuerza e inspirar a las otras provincias a levantarse".
La Guangfuhui (Sociedad de Restauración) también fue fundada en 1904, en Shanghái, por Cai Yuanpei. Otros miembros notables incluyen Zhang Binglin y Tao Chengzhang. A pesar de profesar la causa anti-Qing, el Guangfuhui fue muy crítico con Sun Yat-sen. Una de las mujeres revolucionarias más famosas fue Qiu Jin, quien luchó por los derechos de las mujeres y también era del Guangfuhui.
También hubo muchas otras organizaciones revolucionarias menores, como Lizhi Xuehui (勵志學會) en Jiangsu, Gongqianghui (公強會) en Sichuan, Yiwenhui (益聞會) y Hanzudulihui (漢族獨立會) en Fujian, Yizhishe (易知社) en Jiangxi, Yuewanghui (岳王會) en Anhui y Qunzhihui (群智會/群智社) en Guangzhou.
También hubo organizaciones criminales que eran antimanchú, incluidas la Banda Verde y Hongmen Zhigongtang (致公堂). El propio Sun Yat-sen entró en contacto con los Hongmen, también conocidos como Tiandihui (sociedad del Cielo y la Tierra).
La Gelaohui (Sociedad de Hermanos Mayores) era otro grupo, con Zhu De, Wu Yuzhang, Liu Zhidan (劉志丹) y He Long. Este es el grupo revolucionario que finalmente desarrollaría un fuerte vínculo con el Partido Comunista posterior.

### Tongmenghui
Sun Yat-sen unió con éxito a la Sociedad para la Regeneración de China, Huaxinghui y Guangfuhui en el verano de 1905, estableciendo así el Tongmenghui unificado (Liga Unida) en agosto de 1905 en Tokio. Si bien comenzó en Tokio, tenía organizaciones sueltas distribuidas por todo el país. Sun Yat-sen era el líder de este grupo unificado. Otros revolucionarios que trabajaron con los Tongmenghui incluyen Wang Jingwei y Hu Hanmin. Cuando se estableció el Tongmenhui, más del 90% de los miembros de Tongmenhui tenían entre 17 y 26 años. Algunos de los trabajos en la época incluyen publicaciones manhua, como el Journal of Current Pictorial.

### Grupos posteriores
En febrero de 1906, Rizhihui (日 知會) también tuvo muchos revolucionarios, incluidos Sun Wu (孫武), Zhang Nanxian (張 難 先), He Jiwei y Feng Mumin. Un núcleo de asistentes a esta conferencia se convirtió en el establecimiento de Tongmenhui en Hubei.
En julio de 1907, varios miembros de Tongmenhui en Tokio abogaron por una revolución en el área del río Yangtze. Liu Quiyi (劉揆一), Jiao Dafeng (焦達峰), Zhang Boxiang (張伯祥) y Sun Wu (孫武) establecieron Gongjinhui (Asociación Progresista) (共進會). En enero de 1911, el grupo revolucionario Zhengwu Xueshe (振武 學 社) fue renombrado como Wenxueshe (sociedad literaria) (文學社). Jiang Yiwu (蔣翊武) fue elegido como el líder. Estas dos organizaciones jugarían un papel importante en el levantamiento de Wuchang.
Muchos jóvenes revolucionarios adoptaron los programas radicales de los anarquistas. En Tokio, Liu Shipei propuso el derrocamiento de los manchúes y un retorno a los valores clásicos chinos. En París, Li Shizhen, Wu Zhihui y Zhang Renjie acordaron con Sun sobre la necesidad de la revolución y se unieron al Tongmenghui, pero argumentaron que un reemplazo político de un gobierno con otro gobierno no sería un progreso; la revolución en la familia, el género y los valores sociales eliminarían la necesidad de gobierno y la coerción. Zhang Ji estaba entre los anarquistas que defendían el asesinato y el terrorismo como medios para la revolución, pero otros insistieron en que solo la educación era justificable. Los anarquistas importantes incluyeron a Cai Yuanpei, Wang Jingwei y Zhang Renjie, quienes le dieron a Sun una importante ayuda financiera. Muchos de estos anarquistas más tarde asumirían altos cargos en el Kuomintang (KMT).

### Puntos de vista manchú y han
Muchos revolucionarios promovieron sentimientos anti-Qing o anti-manchú y revivieron los recuerdos del conflicto entre los manchúes, en minoría, y la mayoría étnica china han de la dinastía Ming tardía (1368-1644). Los principales intelectuales fueron influenciados por los libros que habían sobrevivido desde los últimos años de la dinastía Ming, la última dinastía de los chinos han. En 1904, Sun Yat-sen anunció que el objetivo de su organización era "expulsar a los bárbaros tártaros, revivir a Zhonghua, establecer una República y distribuir la tierra por igual entre la gente". Muchos de los grupos clandestinos promovieron las ideas de "Resistir Qing y restaurar Ming" que había existido desde los días de la Rebelión de Taiping. Otros, como Zhang Binglin, apoyaron líneas rectas como "matar al manchú" y conceptos como "anti-manchuismo".

## Estratos y grupos
La Revolución de 1911 fue apoyada por muchos grupos, incluidos estudiantes e intelectuales que regresaron del extranjero, así como participantes de las organizaciones revolucionarias, los chinos de ultramar, los soldados del Nuevo Ejército, la nobleza local, los agricultores y otros.

### Diáspora china
La asistencia de chinos de ultramar fue importante en la Revolución de 1911. En 1894, el primer año de la Sociedad para la Regeneración de China, la primera reunión del grupo se celebró en la casa de Ho Fon, un chino de ultramar que fue el líder de la primera Iglesia de Cristo china. Los chinos de ultramar apoyaron y participaron activamente en la financiación de actividades revolucionarias, especialmente los chinos del sudeste asiático de Malaya (Singapur y Malasia). Muchos de estos grupos fueron reorganizados por Sun, a quien se refirió como el "padre de la revolución china".

### Intelectualidad emergente
En 1906, después de la abolición de los exámenes imperiales, el gobierno Qing estableció muchas escuelas nuevas y alentó a los estudiantes a estudiar en el extranjero. Muchos jóvenes asistieron a las nuevas escuelas o fueron al extranjero para estudiar en lugares como Japón. Una nueva clase de intelectuales surgió de esos estudiantes, que contribuyeron inmensamente a la Revolución de 1911. Además de Sun Yat-sen, figuras clave de la revolución, como Huang Xing, Song Jiaoren, Hu Hanmin, Liao Zhongkai, Zhu Zhixin y Wang Jingwei, fueron todos estudiantes chinos en Japón. Algunos eran jóvenes estudiantes como Zou Rong, conocido por escribir el libro Ejército Revolucionario, en el que hablaba del exterminio de los manchú por los 260 años de opresión, tristeza, crueldad y tiranía y de convertir a los hijos y nietos del Emperador Amarillo en George Washington.
Antes de 1908, los revolucionarios se enfocaron en coordinar estas organizaciones en preparación para los levantamientos que estas organizaciones lanzarían; por lo tanto, estos grupos proporcionarían la mayor parte de la mano de obra necesaria para el derrocamiento de la dinastía Qing. Después de la Revolución de 1911, Sun Yat-sen recordó los días de reclutamiento de apoyo para la revolución y dijo: "Los literatos estaban profundamente en la búsqueda de honores y ganancias, por lo que se los consideraba de importancia secundaria. Por el contrario, organizaciones como Sanhehui pudimos sembrar ampliamente las ideas de resistir a los Qing y restaurar a los Ming".

### Burguesía

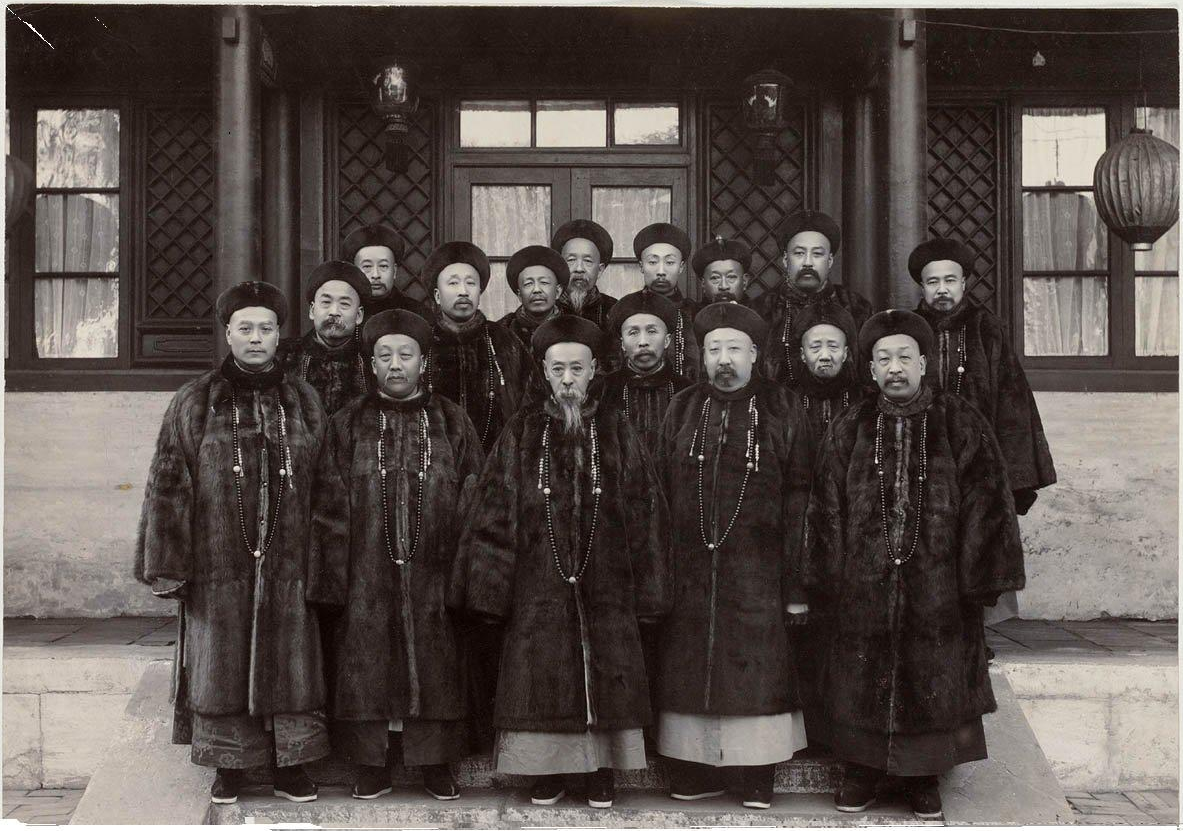
El Príncipe Qing con algunos miembros del gabinete real.

La fuerza de la nobleza en la política local se había hecho evidente. A partir de diciembre de 1908, el gobierno Qing creó algunos aparatos para permitir que la nobleza y los empresarios participaran en la política. Estas personas de clase media fueron originalmente partidarios del constitucionalismo. Sin embargo, se desencantaron cuando el gobierno de Qing creó un gabinete con el príncipe Qing como primer ministro. A principios de 1911, un gabinete experimental tenía trece miembros, nueve de los cuales eran manchúes seleccionados de la familia imperial.

### Extranjeros
Además de los chinos y los extranjeros, algunos de los partidarios y participantes de la Revolución de 1911 eran extranjeros; entre ellos, los japoneses fueron el grupo más activo. Algunos japoneses incluso se convirtieron en miembros de Tongmenghui. Miyazaki Touten fue el seguidor japonés más cercano; otros incluyeron a Heiyama Shu y Ryōhei Uchida. Homer Lea, un estadounidense, que se convirtió en el asesor extranjero más cercano de Sun Yat-sen en 1910, apoyó las ambiciones militares de Sun Yat-sen. El soldado británico Rowland J. Mulkern también participó en la revolución. Algunos extranjeros, como el explorador inglés Arthur de Carle Sowerby, encabezaron expediciones para rescatar a misioneros extranjeros en 1911 y 1912.
La extrema derecha japonesa, la ultranacionalista Sociedad del Dragón Negro, apoyó las actividades de Sun Yat-sen contra los manchúes, creyendo que derrocar a los Qing ayudaría a los japoneses a hacerse cargo de la patria manchú y que los chinos han no se opondrían a la toma. Toyama creía que los japoneses podrían hacerse cargo de Manchuria y Sun Yat-sen y otros revolucionarios anti-Qing no resistirían y ayudarían a los japoneses a hacerse cargo y ampliar el comercio de opio en China mientras los Qing intentaban destruir el comercio de opio. La Sociedad del Dragón Negro japonesa apoyaron a los revolucionarios Sun Yat-sen y anti-manchú hasta que el Qing colapsó. El líder ultranacionalista japonés ultraderechista Gen'yōsha, Tōyama Mitsuru, apoyó actividades revolucionarias anti-manchú, anti-Qing, incluidas las organizadas por Sun Yat-sen y apoyó a los japoneses que se apoderan de Manchuria. El anti-Qing Tongmenghui fue fundado y basado en el exilio en Japón, donde se reunieron muchos revolucionarios anti-Qing.
Los japoneses habían estado tratando de unir a los grupos anti-manchú formados por personas han para derrotar a los Qing. Los japoneses fueron los que ayudaron a Sun Yat-sen a unir a todos los grupos revolucionarios anti-Qing y anti-manchú y hubo japoneses como Tōten Miyazaki dentro de la alianza revolucionaria anti-manchú del Tongmenghui. La Sociedad del Dragón Negro fue la anfitriona del Tongmenghui en su primera reunión. La Sociedad del Dragón Negro tuvo relaciones muy íntimas con Sun Yat-sen y promovió el panasiatismo y Sun a veces se hizo pasar por japonés y tuvieron conexiones con Sun durante mucho tiempo. Grupos japoneses como la Sociedad del Dragón Negro tuvieron un gran impacto en Sun Yat-sen. Según un historiador militar estadounidense, los oficiales militares japoneses eran parte de la Sociedad del Dragón Negro. La Yakuza y la Sociedad del Dragón Negro ayudaron a organizar en Tokio a Sun Yat-sen para celebrar las primeras reuniones del Kuomintang, y esperaban inundar China con opio y derrocar a los Qing y engañar a los chinos para que derrocaran a los Qing en beneficio de Japón. Después de que la revolución tuvo éxito, los dragones negros japoneses comenzaron a infiltrarse en China y a difundir el opio. Los dragones negros presionaron para que Japón tomara el control de Manchuria en 1932. Sun Yat-sen estaba casado con una japonesa, Kaoru Otsuki.

### Soldados de los Nuevos Ejércitos
El Nuevo Ejército se formó en 1901 después de la derrota de los Qings en la primera guerra sino-japonesa. Fueron lanzados por un decreto de ocho provincias. Las nuevas tropas del Ejército fueron, con mucho, las mejor entrenadas y equipadas. Los reclutas eran de mayor calidad que el antiguo ejército y recibían promociones regulares. A partir de 1908, los revolucionarios comenzaron a cambiar su llamado a los nuevos ejércitos. Sun Yat-sen y los revolucionarios se infiltraron en el Nuevo Ejército.

## Desarrollo

Rebelión de las provincias contra el Gobierno imperial durante la Revolución de Xinhai de 1911. Levantamientos por semanas:
12 de octubre
13-19 de octubre (ninguna)
20-26 de octubre
27 de octubre-2 de noviembre
3-9 de noviembre
10-16 de noviembre
17-23 de noviembre
Provincias leales al Gobierno imperial a finales de noviembre
Sin datos

El foco central de los levantamientos se relacionó principalmente con Tongmenghui y Sun Yat-sen, incluidos los subgrupos. Algunos levantamientos involucraron grupos que nunca se fusionaron con los Tongmenghui. Sun Yat-sen pudo haber participado en 8-10 levantamientos; Todos los levantamientos fracasaron antes del levantamiento de Wuchang.

### Primer levantamiento de Cantón
En la primavera de 1895, la Sociedad para la Regeneración de China, con sede en Hong Kong, planeó el Primer Levantamiento de Guangzhou (廣州起義). Lu Haodong tuvo la tarea de diseñar la bandera revolucionaria del Cielo azul con el Sol blanco. El 26 de octubre de 1895, Yeung Ku-wan y Sun Yat-sen llevaron a Zheng Shiliang y Lu Haodong a Guangzhou, preparándose para capturar Guangzhou en un solo ataque. Sin embargo, los detalles de sus planes se filtraron al gobierno Qing. El gobierno comenzó a arrestar a revolucionarios, incluido Lu Haodong, quien luego fue ejecutado. El primer levantamiento de Guangzhou fue un fracaso. Bajo la presión del gobierno Qing, el gobierno de Hong Kong prohibió a estos dos hombres ingresar al territorio durante cinco años. Sun Yat-sen se exilió, promovió la revolución china y recaudó fondos en Japón, Estados Unidos, Canadá y Gran Bretaña. En 1901, tras el levantamiento de Huizhou, Yeung Ku-wan fue asesinado por agentes Qing en Hong Kong. Después de su muerte, su familia protegió su identidad al no poner su nombre en su tumba, solo un número: 6348.

### Levantamiento del ejército de independencia
En 1901, después de que comenzara la Rebelión de los Bóxers, Tang Caichang (唐才常) y Tan Sitong de la anterior Sociedad de Emancipación de los Pies organizaron el Ejército de la Independencia. El levantamiento del Ejército de la Independencia (自立軍起義) estaba previsto que ocurriera el 23 de agosto de 1900. Su objetivo era derrocar a la emperatriz viuda Cixi para establecer una monarquía constitucional bajo el emperador Guangxu. Su plan fue descubierto por los gobernadores generales de Hunan y Hubei. Unos veinte conspiradores fueron arrestados y ejecutados.

### Levantamiento de Huizhou
El 8 de octubre de 1900, Sun Yat-sen ordenó el lanzamiento del Levantamiento de Huizhou (惠州起義). El ejército revolucionario fue dirigido por Zheng Shiliang e inicialmente incluyó a 20 000 hombres, que lucharon durante medio mes. Sin embargo, después de que el primer ministro japonés Hirobumi Ito prohibiese a Sun Yat-sen llevar a cabo actividades revolucionarias en Taiwán, Zheng Shiliang no tuvo más remedio que ordenar al ejército que se dispersara. Este levantamiento, por lo tanto, también fracasó. El soldado británico Rowland J. Mulkern participó en este levantamiento.

### Levantamiento del gran Ming
Un levantamiento muy corto ocurrió del 25 al 28 de enero de 1903, para establecer un "Gran Reino Celestial Ming" (大明順天國). Esto involucró a Tse Tsan-tai, Li Jitang (李紀堂), Liang Muguang (梁慕光) y Hong Quanfu (洪全福), quienes anteriormente participaron en el levantamiento de Jintian durante la era del Reino Celestial Taiping.

### Alzamiento de Ping-liu-li
Ma Fuyi (馬福益) y Huaxinghui estuvieron involucrados en un levantamiento en las tres áreas de Pingxiang, Liuyang y Liling, llamado "Levantamiento de Ping-liu-li", (萍瀏醴起義) en 1905. El levantamiento reclutó mineros ya en 1903 para levantarse contra la clase dominante Qing. Después de que el levantamiento falló, Ma Fuyi fue ejecutado.

### Intento de asesinato en la estación Zhengyangmen Este
Wu Yue (吳樾) de Guangfuhui llevó a cabo un intento de asesinato en la estación de tren de Zhengyangmen Este de Beijing (正陽門車站) en un ataque contra cinco funcionarios Qing el 24 de septiembre de 1905.

### Levantamiento de Huanggang
El levantamiento de Huanggang (黃岡起義) se lanzó el 22 de mayo de 1907, en Chaozhou. El partido revolucionario, junto con Xu Xueqiu (許雪秋), Chen Yongpo (陳湧波) y Yu Tongshi (余通實) lanzó el levantamiento y capturó la ciudad de Huanggang. Después de que comenzó el levantamiento, el gobierno Qing lo reprimió rápida y enérgicamente. Alrededor de 200 revolucionarios fueron asesinados.

### Levantamiento de Huizhou Qinühu
En el mismo año, Sun Yat-sen envió más revolucionarios a Huizhou para el Levantamiento de Huizhou Qinühu (惠州七女湖起義).
El 2 de junio, Deng Zhiyu (鄧子瑜) y Chen Chuan (陳純) reunieron a algunos seguidores y, juntos, dieron caza a los Qing en el lago, a 20 km de Huizhou. Mataron a varios soldados Qing y atacaron a Taiwei (泰尾) el 5 de junio. El ejército Qing huyó en desorden, y los revolucionarios aprovecharon la oportunidad, capturando varias ciudades. Derrotaron al ejército Qing una vez más en Bazhiyie. Muchas organizaciones expresaron su apoyo después del levantamiento, y el número de fuerzas revolucionarias aumentó a doscientos hombres en su apogeo. El levantamiento, sin embargo, finalmente fracasó.

### Levantamiento de Anqing
El 6 de julio de 1907, Xu Xilin de Guangfuhui dirigió un levantamiento en Anqing, Anhui, que se conoció como el Levantamiento de Anqing (安慶起義). Xu Xilin en ese momento era el comisionado de policía y el supervisor de la academia de policía. Lideró un levantamiento que fue asesinar al gobernador provincial de Anhui, En Ming (恩銘). Fueron derrotados después de cuatro horas de lucha. Xu fue capturado, y los guardaespaldas de En Ming le cortaron el corazón y el hígado y se los comieron. Su primo Qiu Jin fue ejecutado unos días después.

### Levantamiento de Qinzhou
De agosto a septiembre de 1907, se produjo el levantamiento de Qinzhou (欽州防城起義), para protestar contra los fuertes impuestos del gobierno. Sun Yat-sen envió a Wang Heshun (王和順) allí para ayudar al ejército revolucionario y capturó el condado en septiembre. Después de eso, intentaron asediar y capturar Qinzhou, pero no tuvieron éxito. Finalmente se retiraron al área de Shiwandashan, mientras que Wang Heshun regresó a Vietnam.

### Levantamiento de Zhennanguan
El 1 de diciembre de 1907, el levantamiento de Zhennanguan (鎮南關起事) tuvo lugar en Zhennanguan, un paso en la frontera chino-vietnamita. Sun Yat-sen envió a Huang Mintang (黃明堂) para controlar el paso, que estaba custodiado por un fuerte. Con la ayuda de partidarios de los defensores del fuerte, los revolucionarios capturaron la torre de cañones en Zhennanguan. Sun Yat-sen, Huang Xing y Hu Hanmin fueron personalmente a la torre para comandar la batalla. El gobierno Qing envió tropas dirigidas por Long Jiguang y Lu Rongting para contraatacar, y los revolucionarios se vieron obligados a retirarse a las zonas montañosas. Después del fracaso de este levantamiento, Sun se vio obligado a mudarse a Singapur debido a los sentimientos anti-Sun dentro de los grupos revolucionarios. No volvería al continente hasta después del levantamiento de Wuchang.

### Levantamiento de Qin-lian
El 27 de marzo de 1908, Huang Xing lanzó una incursión, más tarde conocida como el Levantamiento de Qin-lian (欽廉上思起義), desde una base en Vietnam y atacó las ciudades de Qinzhou y Lianzhou en Guangdong. La lucha continuó durante catorce días, pero se vio obligada a terminar después de que los revolucionarios se quedaran sin suministros.

### Levantamiento de Hekou
En abril de 1908, se lanzó otro levantamiento en Yunnan, Hekou, llamado Levantamiento de Hekou (雲南河口起義). Huang Mingtang (黃明堂) condujo a doscientos hombres de Vietnam y atacó Hekou el 30 de abril. Otros revolucionarios que participaron incluyen Wang Heshun (王和順) y Guan Renfu (關仁甫). Sin embargo, fueron superados en número y derrotados por las tropas del gobierno, y el levantamiento fracasó.

### Levantamiento de Mapaoying
El 19 de noviembre de 1908, el levantamiento Mapaoying (馬炮營起義) fue lanzado por el miembro del grupo revolucionario Yuewanghui (岳王會) Xiong Chenggei (熊成基) en Anhui. Yuewanghui, en este momento, era un subconjunto de Tongmenghui. Este levantamiento también falló.

### Levantamiento del Nuevo Ejército de Gengxu
En febrero de 1910, tuvo lugar el Levantamiento del Nuevo Ejército Gengxu (庚戌新軍起義), también conocido como Levantamiento del Nuevo Ejército de Guangzhou (廣州新軍起義). Esto implicó un conflicto entre los ciudadanos y la policía local contra el Nuevo Ejército. Después de que el líder revolucionario Ni Yingdian fue asesinado por las fuerzas Qing, los revolucionarios restantes fueron derrotados rápidamente, lo que provocó el fracaso del levantamiento.

### Segundo alzamiento de Guangzhou
El 27 de abril de 1911, se produjo un levantamiento en Guangzhou, conocido como el Segundo Levantamiento de Guangzhou (辛亥廣州起義) o revuelta del montículo de flores amarillas (黃花岡之役). Terminó en desastre, ya que se encontraron 86 cuerpos (solo se pudieron identificar 72). Los 72 revolucionarios fueron recordados como mártires. El revolucionario Lin Juemin (林覺民) fue uno de los 72 fallecidos. En vísperas de la batalla, escribió la legendaria "Una carta a mi esposa" (與妻訣別書), para luego ser considerada como una obra maestra en la literatura china.

### Levantamiento de Wuchang

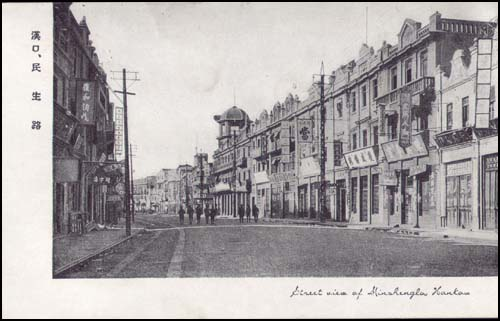
Calle de Wuhan, cuna de la revolución.

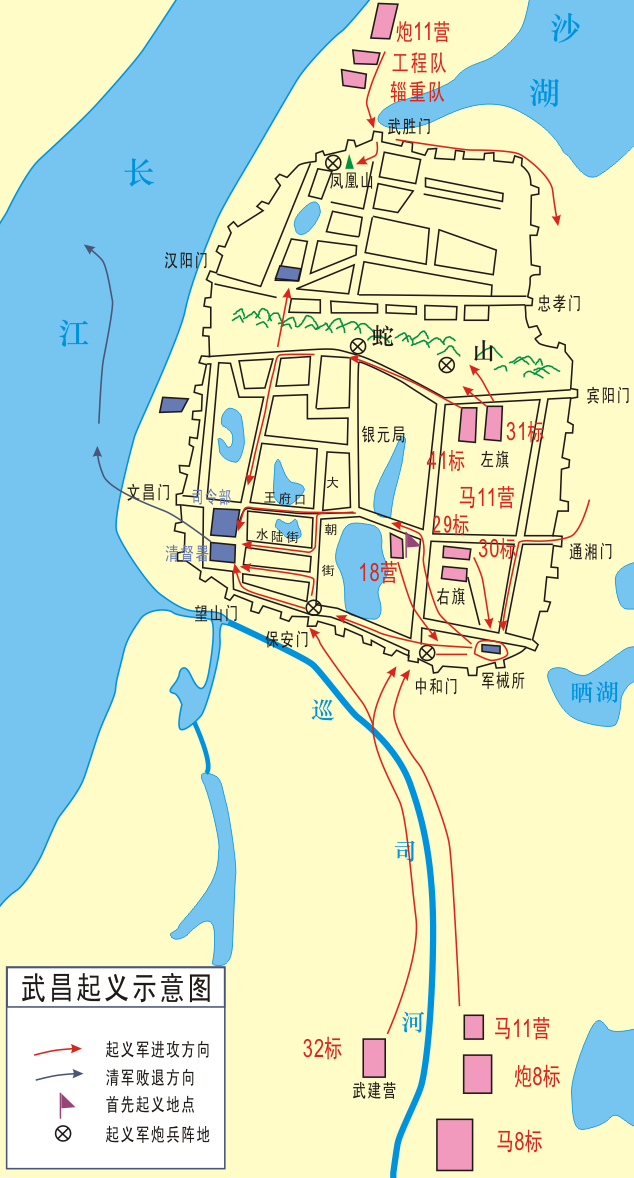
Movimientos del alzamiento.

La Sociedad Literaria (文學社) y la Asociación Progresista (共進會) fueron organizaciones revolucionarias involucradas en el levantamiento que comenzó principalmente con una protesta del Movimiento de Protección del Ferrocarril. A finales del verano, se ordenó a algunas unidades del Nuevo Ejército Hubei a la vecina Sichuan que sofocara el Movimiento de Protección del Ferrocarril, una protesta masiva contra la incautación y entrega del gobierno Qing de empresas locales de desarrollo ferroviario a potencias extranjeras. Oficiales de los estandartes como Duanfang, el superintendente del ferrocarril y Zhao Erfeng lideraron el Nuevo Ejército contra el Movimiento de Protección Ferroviaria.
Las nuevas unidades del Ejército de Hubei habían sido originalmente el Ejército de Hubei, que había sido entrenado por el oficial de Qing Zhang Zhidong. El 24 de septiembre, la Sociedad Literaria y la Asociación Progresista convocaron una conferencia en Wuchang, junto con sesenta representantes de las unidades locales del Nuevo Ejército. Durante la conferencia, establecieron una sede para el levantamiento. Los líderes de las dos organizaciones, Jiang Yiwu (蔣翊武) y Sun Wu (孫武), fueron elegidos como comandante y jefe de gabinete. Inicialmente, la fecha del levantamiento debía ser el 6 de octubre de 1911. Se pospuso para una fecha posterior debido a los preparativos insuficientes.
Los revolucionarios que intentaron derrocar a la dinastía Qing habían construido bombas y, el 9 de octubre, explotó accidentalmente. El propio Sun Yat-sen no participó directamente en el levantamiento y estaba viajando en los Estados Unidos en ese momento en un esfuerzo por reclutar más apoyo entre los chinos en el extranjero. El virrey Qing de Huguang, Rui Cheng (瑞澂), trató de localizar y arrestar a los revolucionarios. El líder del escuadrón Xiong Bingkun (熊秉坤) y otros decidieron no retrasar más el levantamiento y lanzaron la revuelta el 10 de octubre de 1911, a las 19:00. La revuelta fue un éxito; la ciudad entera de Wuchang fue capturada por los revolucionarios en la mañana del 11 de octubre. Esa noche, establecieron un cuartel general táctico y anunciaron el establecimiento del "Gobierno Militar de Hubei de la República de China". La conferencia eligió a Li Yuanhong como gobernador del gobierno temporal. Oficiales Qing como los estandartes Duanfang y Zhao Erfeng fueron asesinados por las fuerzas revolucionarias.

## Levantamientos provinciales

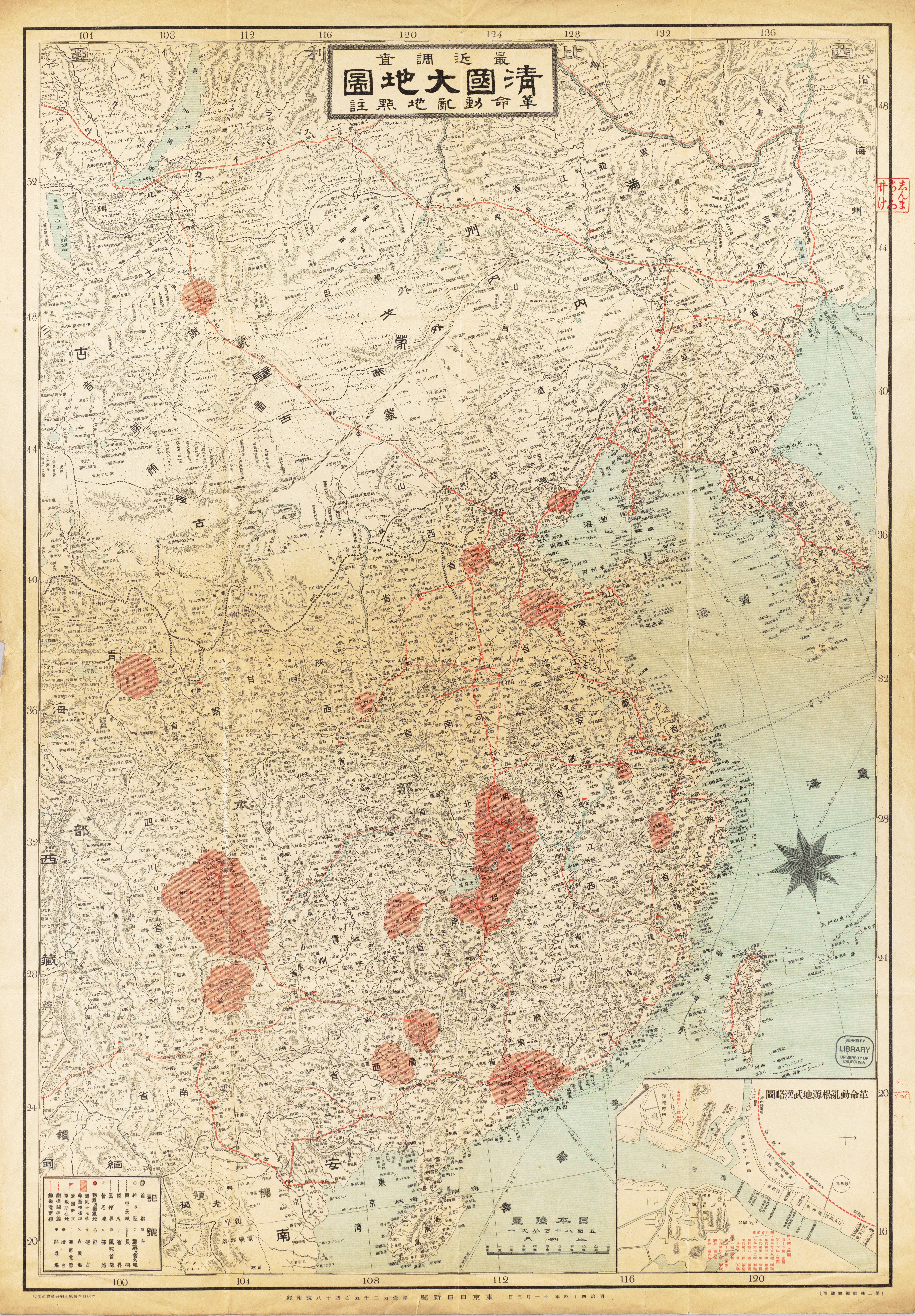
Mapa de los distintos alzamientos locales en la revolución de 1911.

Después del éxito del levantamiento de Wuchang, se produjeron muchas otras protestas en todo el país por varias razones. Algunos de los levantamientos declararon la restauración (光復) del dominio chino han. Otros levantamientos fueron un paso hacia la independencia y algunos fueron protestas o rebeliones contra las autoridades locales. Independientemente de la razón del alzamiento, el resultado fue que todas las provincias del país renunciaron a la dinastía Qing y se unieron a la República de China.

### Restauración de Changsha
El 22 de octubre de 1911, el Tongmenghui de Hunan fue liderado por Jiao Dafeng (焦達嶧) y Chen Zuoxin (陳作新). Encabezaron un grupo armado, que consistía en parte de revolucionarios de Hongjiang y en parte de unidades defectuosas del Nuevo Ejército, en una campaña para extender el levantamiento en Changsha. Capturaron la ciudad y mataron al general imperial local. Luego anunciaron el establecimiento del Gobierno Militar de Hunan de la República de China y anunciaron su oposición al Imperio Qing.

### Alzamiento de Shaanxi
El mismo día, el Tongmenghui de Shaanxi, liderado por Jing Dingcheng (景定成) y Qian Ding (錢鼎), así como Jing Wumu (井勿幕) y otros, incluido Gelaohui, lanzaron un levantamiento y capturaron Xi'an después de dos días de lucha. La comunidad musulmana hui se dividió en su apoyo a la revolución. Los musulmanes hui de Shaanxi apoyaron a los revolucionarios y los musulmanes hui de Gansu apoyaron a los Qing. Los nativos musulmanes hui (mahometanos) de Xi'an (provincia de Shaanxi) se unieron a los revolucionarios chinos han para masacrar a los manchúes. Los nativos musulmanes hui de la provincia de Gansu liderados por el general Ma Anliang lideraron más de veinte batallones de tropas musulmanas hui para defender los imperiales Qing y atacaron a Shaanxi, en poder del revolucionario Zhang Fenghui (張鳳翽). El ataque fue exitoso, y después de que llegaron noticias de que Puyi estaba a punto de abdicar, Ma acordó unirse a la nueva República. Los revolucionarios establecieron el "Gobierno Militar Qinlong Fuhan" y eligieron a Zhang Fenghui, miembro de la Sociedad Yuanrizhi (原日知會), como nuevo gobernador. Después de que el barrio manchú de Xi'an cayera el 24 de octubre, las fuerzas de Xinhai mataron a todos los manchúes en la ciudad, unos 20 000 fueron asesinados en la masacre. Muchos de sus defensores manchúes se suicidaron, incluido el general Qing Wenrui (文瑞), que se tiró a un pozo. Solo sobrevivieron algunos manchúes ricos que fueron rescatados y mujeres. Los chinos han ricos tomaron a las niñas manchúes para convertirlas en sus esclavas y los chinos han sin recursos pertenecientes a las tropas regulares tomaron a las jóvenes manchúes para convertirlas en sus esposas. Las jóvenes manchúes también fueron capturadas por los musulmanes hui de Xi'an durante la masacre y criadas como musulmanas.

### Alzamiento de Jiujiang
El 23 de octubre, Lin Sen, Jiang Qun (蔣群), Cai Hui (蔡蕙) y otros miembros de Tongmenghui en la provincia de Jiangxi planearon una revuelta de unidades del Nuevo Ejército. Después de que lograron la victoria, anunciaron su independencia. El gobierno militar de Jiujiang se estableció entonces.

### Alzamiento de Taiyuan
El 29 de octubre, Yan Xishan del Nuevo Ejército encabezó un levantamiento en Taiyuan, la capital de la provincia de Shanxi, junto con Yao Yijie (姚以價), Huang Guoliang (黃國梁), Wen Shouquan (溫壽泉), Li Chenglin (李成林), Zhang Shuzhi (張樹幟) y Qiao Xi (喬煦).
Los rebeldes en Taiyuan bombardearon las calles donde residía los abanderados y mataron a todos los manchúes. Se las arreglaron para matar al gobernador Qing de Shanxi, Lu Zhongqi (陸鍾琦). Luego anunciaron el establecimiento del Gobierno Militar de Shanxi con Yan Xishan como gobernador militar. Yan Xishan más tarde se convertiría en uno de los señores de la guerra que plagaron a China durante lo que se conoció como la «era de los señores de la guerra».

### Alzamiento del Doble nueve en Kunming
El 30 de octubre, Li Genyuan (李根源) del Tongmenghui en Yunnan se unió a Cai E, Luo Peijin (羅佩金), Tang Jiyao y otros oficiales del Nuevo Ejército para lanzar el Levantamiento del Doble Nueve (重九起義). Capturaron Kunming al día siguiente y establecieron el Gobierno Militar de Yunnan, eligiendo a Cai E como gobernador militar.

### Restauración de Nanchang
El 31 de octubre, la rama de Nanchang del Tongmenghui dirigió a las unidades del Nuevo Ejército en un levantamiento exitoso. Establecieron el Gobierno Militar de Jiangxi. Li Liejun fue elegido gobernador militar. Li declaró a Jiangxi independiente y lanzó una expedición contra el funcionario de Qing, Yuan Shikai.

### Rebelión armada de Shanghái
El 3 de noviembre, el Tongmenghui de Shanghái, Guangfuhui y los comerciantes liderados por Chen Qimei (陳其美), Li Pingsu (李平書), Zhang Chengyou (張承槱), Li Yingshi (李英石), Li Xiehe (李燮和) y Song Jiaoren organizaron una rebelión armada en Shanghái. Recibieron el apoyo de policías locales. Los rebeldes capturaron el Taller de Jiangnan el 4 y capturaron Shanghái poco después. El 8 de noviembre, establecieron el Gobierno Militar de Shanghái y eligieron a Chen Qimei como gobernador militar. Finalmente se convertiría en uno de los fundadores de las cuatro grandes familias de la República de China, junto con algunas de las familias más conocidas de la época.

### Alzamiento de Guizhou
El 4 de noviembre, Zhang Bailin (張百麟), del partido revolucionario de Guizhou, encabezó un levantamiento junto con unidades del Nuevo Ejército y estudiantes de la academia militar. Inmediatamente capturaron Guiyang y establecieron el Gobierno Militar Gran Han de Guizhou, eligiendo a Yang Jincheng (楊藎誠) y Zhao Dequan (趙德全) como jefe y vicegobernador respectivamente.

### Alzamiento de Zhejiang
También el 4 de noviembre, los revolucionarios de Zhejiang instaron a las unidades del Nuevo Ejército en Hangzhou a lanzar un levantamiento Zhu Rui (朱瑞), Wu Siyu (吳思豫), Lu Gongwang (吕公望) y otros miembros del Nuevo Ejército capturaron el taller de suministros militares. Otras unidades, lideradas por Chiang Kai-shek y Yin Zhirei (尹銳志), capturaron la mayoría de las oficinas gubernamentales. Finalmente, Hangzhou quedó bajo el control de los revolucionarios y el constitucionalista Tang Shouqian (湯壽潛) fue elegido gobernador militar.

### Restauración de Jiangsu
El 5 de noviembre, los constitucionalistas y la nobleza de Jiangsu instaron al gobernador de Qing, Cheng Dequan (程德全), a anunciar la independencia y establecieron el Gobierno Militar Revolucionario de Jiangsu con el propio Cheng como gobernador. A diferencia de algunas de las otras ciudades, la violencia contra los manchúes comenzó después de la restauración el 7 de noviembre en Zhenjiang. El general Qing Zaimu (載穆) acordó rendirse, pero debido a un malentendido, los revolucionarios no sabían que su seguridad estaba garantizada. Los barrios manchúes fueron saqueados y un número indeterminado de manchúes murieron. Zaimu, sintiéndose traicionado, se suicidó. Esto se considera el levantamiento de Zhenjiang (鎮江起義).

### Alzamiento de Anhui
Los miembros de Tongmenghui de Anhui también lanzaron un levantamiento ese día y sitiaron la capital provincial. Los constitucionalistas persuadieron a Zhu Jiabao (朱家寶), el gobernador Qing de Anhui, para que anunciara la independencia.

### Alzamiento de Guangxi
El 7 de noviembre, el departamento de política de Guangxi decidió separarse del gobierno de Qing y anunció la independencia de Guangxi. Al gobernador de Qing, Shen Bingkun (沈秉堃), se le permitió seguir siendo gobernador, pero Lu Rongting pronto se convertiría en el nuevo gobernador. Lu Rongting más tarde se haría famoso durante la "era de los caudillos" como uno de los caudillos, y sus bandidos controlaron Guangxi durante más de una década. Bajo el liderazgo de Huang Shaohong, el estudiante de derecho musulmán Bai Chongxi se alistó en la unidad radical Atreverse a Morir para luchar como revolucionario.

### Independencia de Fujian

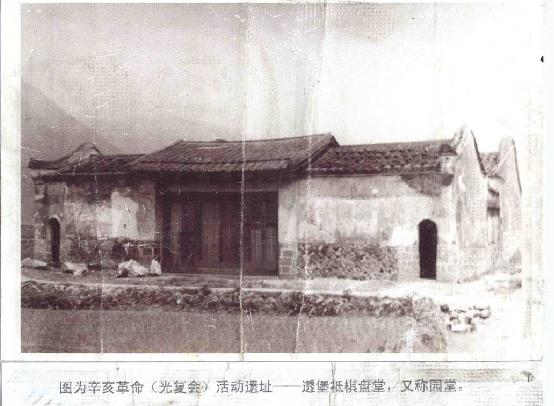
Uno de los edificios ocupados por el Guangfuhui en Lianjiang, Fujian.

En noviembre, miembros de la rama de Fujian del Tongmenghui, junto con Sun Daoren (孫道仁) del Nuevo Ejército, lanzaron un levantamiento contra el ejército Qing. El virrey Qing, Song Shou (松壽), se suicidó. El 11 de noviembre, toda la provincia de Fujian declaró su independencia. Se estableció el Gobierno militar de Fujian y Sun Daoren fue elegido gobernador militar.